# IPod Touch

iPod Touch (stilizirano iPod touch) serija je prijenosnih media playera s ugrađenim Wi-Fijem koji omogućavaju bežični pristup internetu. iPod Touch koristi multi-touch sučelje, a ovisno o generaciji dostupan je u varijantama od 8, 16, 32, 64 i 128 GB flash memorije. U početku iPod touch se prodavao u verziji od 4 i 8 GB flash memorije. iPod Touch koristi iOS i on je zapravo iPhone bez telekomunikacijskih usluga. Prvi iPod Touch izašao je 5. rujna 2007.

## Usporedba s iPhoneom
iPod Touch koristi isti operacijski sustav kao i  iPhone - iOS (koji se je do 2010. zvao iPhone OS). iPod Touch razlikuje se od iPhonea većinom u hardveru - ne podržava SIM kartice, ne podržava GSM i CDMA mreže (zbog čega se i ne smatra smartphoneom), nema GPS, općenito slabiji hardver, itd. Softver iPoda Touch gotovo je identičan, izuzev izostanka aplikacije za telefoniranje i slanje SMS poruka. S iPoda Touch moguće je slati poruke preko WiFi-a pomoću aplikacija kao što su Whatsapp, Viber i slične, ali i pomoću Appleovog vlastitog rješenja - iMessage. Peta i šesta generacija iPoda Touch podržavaju  najnoviju inačicu iOS-a. Neke mogućnosti iOS koje su dostupne na  iPhoneu nisu dostupne na iPod Touchu zbog hardverskih ograničenja. iPod Touch je i cjenovno jeftiniji od iPhonea iako skuplji od konkurencije.

## Zahtjevi
Raniji modeli iPoda Touch zahtijevali su povezivanje s računalom s instaliranim iTunesom kako bi se aktivirao. Dolaskom iOS-a 5, uređaji iz serija iPod i iPhone više ne zahtijevaju aktivaciju pomoću računala. Apple iTunes dostupan je za macOS i  Windows. Prilikom prvog uključenja prikazivali su kabel i logo iTunesa, nakon čega je uređaj trebalo spojiti s računalom pomoću USB kabela i aktivirati ga. Kako biste kupovali glazbu na iTunesu morate izraditi vlastiti Apple ID (Appleov račun) i dodati kreditnu karticu. Za preuzimanje besplatnih aplikacija preko App Storea nije potrebna kreditna kartica.

## Modeli
Uređaj podržava  najnoviju inačicu iOS-a.
| Generacija                                                                   | Broj modela | Slika/ilustracija | Pohrana                  | Predinstalirana inačica iOS-a             | Dostupna nadogradnja | Najavljen |
| ---------------------------------------------------------------------------- | ----------- | ----------------- | ------------------------ | ----------------------------------------- | -------------------- | --- |
| Prva                                                                         | A1213       |                   | 8 GB 16 GB 32 GB         | iPhone OS 1.0                             | iPhone OS 3.1.3      | 8 GB i 16 GB 5. rujna 2007. 32 GB 27. veljače 2008.                                                          |
| Druga                                                                        | A1288       |                   | 8 GB 16 GB 32 GB         | iPhone OS 2.1 iPhone OS 3.1.1 (8GB model) | iOS 4.2.1            | 9. rujna 2008.                                                                                               |
| Treća                                                                        | A1318       |                   | 32 GB 64 GB              | iPhone OS 3.1.1                           | iOS 5.1.1            | 9. rujna 2009.                                                                                               |
| Četvrta                                                                      | A1367       |                   | 8 GB 16 GB 32 GB 64 GB   | iOS 4.1                                   | iOS 6.1.6            | Crni 8 GB, 32 GB i 64 GB 1. rujna 2010. Bijeli 8 GB, 32 GB i 64 GB 12. listopada 2011. 16 GB 12. rujna 2012. |
| Peta                                                                         | A1421 A1509 |                   | 16 GB 32 GB 64 GB        | iOS 6.0                                   | iOS 9.3.5            | 32 GB i 64 GB 11. listopada 2012. 16 GB (2013.) 30. svibnja 2013. 16 GB (2014.) 26. lipnja 2014.             |
| Šesta                                                                        | A1574       |                   | 16 GB 32 GB 64 GB 128 GB | iOS 8.4                                   | iOS 12.4.6           | 15. srpnja 2015.                                                                                             |
| Sedma                                                                        | A2178       | ↓*1               | 32 GB 128 GB 256 GB      | iOS 12.3.1                                | iOS 13.x             | 28. svibnja 2019.                                                                                            |
| Bilješke: ↑*1 dizajn sedme generacije identičan je dizajnu šeste generacije. |             |                   |                          |                                           |                      | |